# Aberdeen (Hongkong)

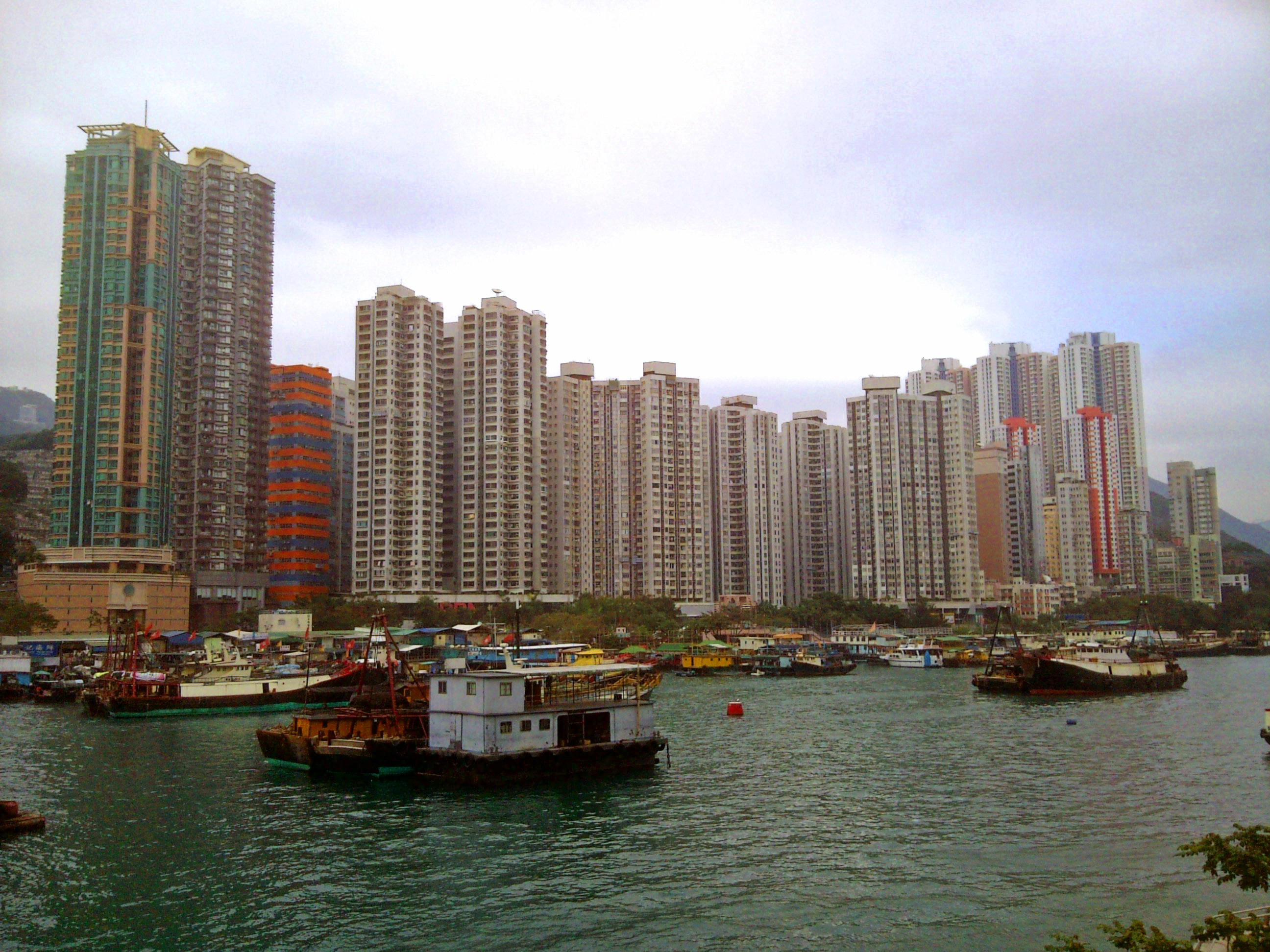
Skyline von Aberdeen, 2010

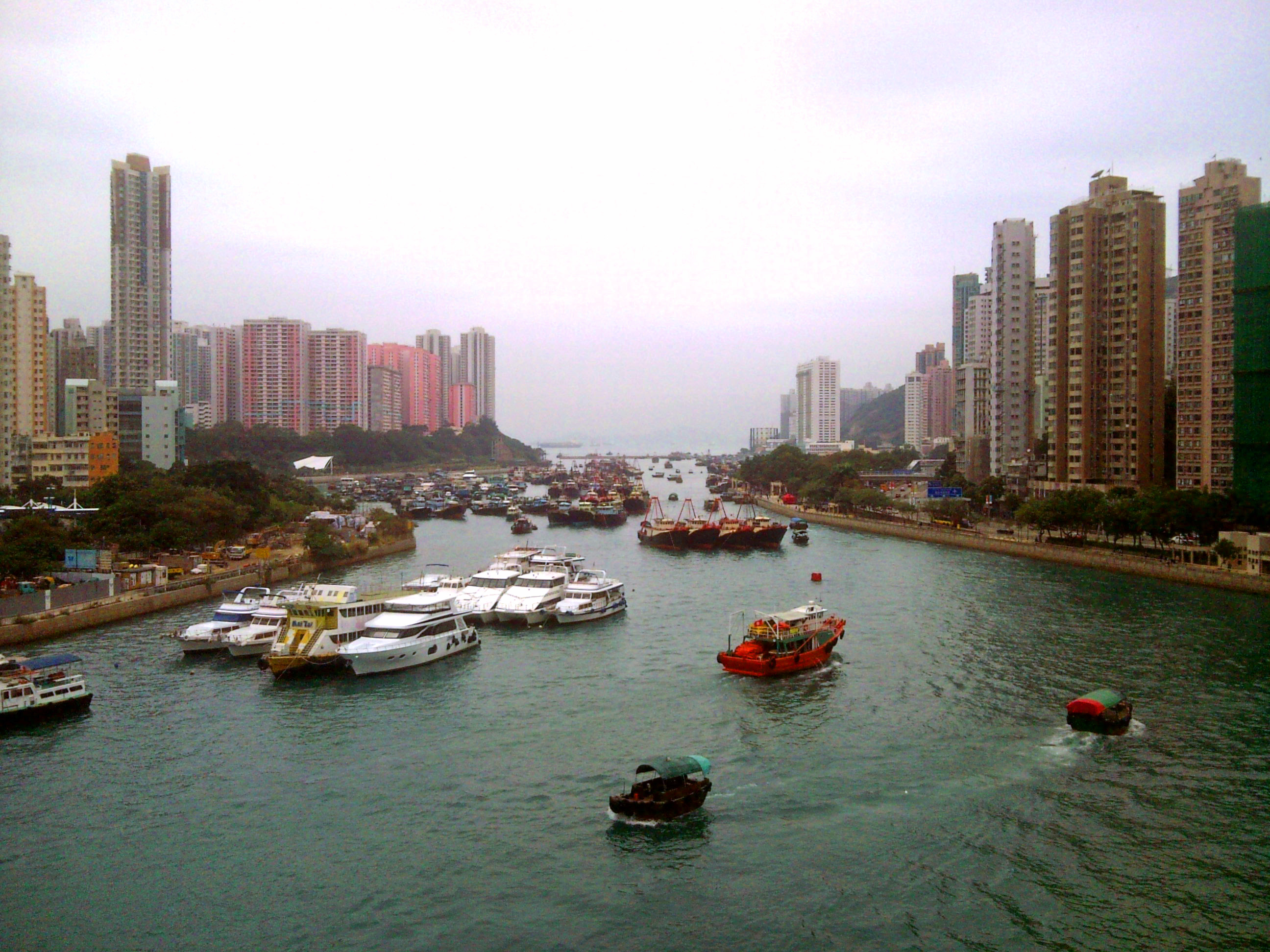
Ap Lei Chau – Links, Aberdeen – Rechts, Aberdeen Harbour 2010

Aberdeen (chinesisch 香港仔, Pinyin Xiānggǎngzǎi, Jyutping Hoeng1gong2zai2 – „kleiner duftender Hafen“) ist ein Hongkonger Stadtteil auf der Südseite von Hong Kong Island, gelegen im Southern District in Hongkong. Der Hafen von Aberdeen (香港仔海港, englisch Aberdeen Harbour) wird heute fast ausschließlich nur als Schutzhafen für Taifunstürme, auch „Taifunschutzbecken“ genannt, (香港仔避風塘, englisch Aberdeen Typhoon Shelters) genutzt.
Aberdeen Harbour war traditionell ein Fischereihafen, in dem viele Tankas und Hoklos in Hongkong ihren Lebensunterhalt bestritten. Noch heute ist der Hafen bekannt für die Dschunken und Sampans an der Uferpromenade. Das Jumbo Kingdom, zwei schwimmende Restaurants im Aberdeen Harbour, die nur per Fährboot erreichbar waren, war eine Touristenattraktion des Ortsteils. 2020 wurden die beiden schwimmenden Restaurants aufgrund der COVID-19-Pandemie in Hongkong geschlossen und versanken 2022 bei einer Überführung zum Abwracken nahe der Paracel-Inseln im südchinesischen Meer.
Gegenüber dem Aberdeen Harbour befindet sich die Insel Ap Lei Chau. Die Meerenge bildet den Aberdeen Channel (香港仔海峽), der als Schutzbereich für Boote bei Stürmen und Taifunen verwendet wird. Für zusätzlichen Schutz sind im Westen und Südosten des Kanals Molen aufgeschüttet.
Im Zentrum von Aberdeen leben heute rund 20.000 Einwohner. Zusammen mit den angrenzenden Ortsteilen Tin Wan (田灣), Shek Yue (石漁) und Wong Chuk Hang (黃竹坑) leben in dem Gebiet etwa 72.236 Einwohner. (Stand 2016)
Aberdeen wurde 1845 nach dem britischen Staatssekretär für Krieg und Kolonien, George Hamilton-Gordon, 4. Earl of Aberdeen, benannt. Der chinesische Name für Aberdeen, „香港仔“, leitet sich aus dem Namen Hongkong ab und wird auch gern als „Heung Kong Tsai“ transkribiert.